# Frédéric Berger
Frédéric Berger, född 27 augusti 1964, är en fransk tidigare backhoppare.

## Karriär
Frédéric Berger debuterade internationellt under tysk-österrikiska backhopparveckan säsongen 1983/1984. I öppningstävlingen i backhopparveckan (som ingår som en del av världscupen) i Schattenbergbacken i Oberstdorf i dåvarande Västtyskland 30 december 1983 slutade Berger på en 99:e och sista plats. Frédéric Berger var tre gånger bland de tio bästa i en världscupdeltävling. Som bäst blev han nummer tre i hemmabacken Le Mont i Chamonix 22 december 1985. I Salpausselkä-backarna i Lahtis i Finland blev han nummer åtta 28 februari 1987 och nummer tio dagen efter. Frédéric Berger blev som bäst nummer 40 sammanlagt i världscupen, säsongen 1985/1986. Samma säsong blev han nummer 44 totalt i backhopparveckan, hans bästa resultat i karriären.
Berger deltog i Skid-VM 1985 i Seefeld in Tirol i Österrike. Där tävlade han i de individuella tävlingarna och blev nummer 58 i normalbacken och nummer 41 i stora backen. I Skid-VM 1987 i Oberstdorf slutade han på en 39:e plats i båda backarna.
Frédéric Berger deltog i två VM i skidflygning. I skidflygnings-VM 1985 i Letalnica i Planica i dåvarande Jugoslavien blev han nummer 34. Året efter i skiflygnings-VM 1986 i Kulm, i Bad Mitterndorf i Österrike, blev han nummer 26.
Under olympiska spelen 1988 i Calgary i Kanada startade Berger endast i normalbacken i Canada Olympic Park och blev nummer 49 i en tävling som vanns av Matti Nykänen från Finland. Frédéric Berger avslutade backhoppskarriären 1988.